# Джош Гартнетт
Джош Га́ртнетт (англ. Josh Hartnett, Joshua Daniel Hartnett; * 21 липня 1978) — американський актор і продюсер. Отримав популярність вже після своїх перших ролей у фільмах «Хелловін: 20 років по тому» (1998) та «Факультет» (1998).

## Життєпис

### Ранні роки
Дитинство Джоша пройшло у місті Сент-Пол (штат Міннесота). Через раннє розлучення батьків четверо дітей залишилися в Сент-Полі з батьком Деніелом, який невдовзі одружився з жінкою на ім'я Моллі.
Спочатку Джош відвідував заняття в християнській школі в Сент-Полі, потім вчився в школі Cretin-Derham Hall. Коли сім'я перебралась в Міннеаполіс, він почав ходити до школи South High School, де всерйоз захопився футболом. В 16 Гартнетт був змушений залишити футбольну команду через травму лівого коліна. До того часу він вже почав грати Гекльберрі Фінна в п'єсі «Том Сойєр», яку ставили в дитячому театрі. На проби він пішов, як зізнався в одну з інтерв'ю, лише тому, що хотів подивитись, чи зможе перемогти інших дітей, але поради дядька, мабуть, теж зіграли свою роль. Хлопцю так сподобалось жити життям інших людей, що він залишився в театрі ще на два роки.
Закінчивши школу у 1996 р., Джош вступив на акторський факультет Парчейз-коледжу при університеті Нью-Йорка. Щоправда, там він провчився лише один курс. У лютому 1997 р. майбутній актор перебрався в Лос-Анджелес.

### Кар'єра
У квітні 1997-го, Гартнетт дебютував на блакитному екрані роллю Майкла Фіцджеральда у коротенькому телесеріалі «Крекер» (рімейк британського «Методу Крекера»). Також він пробував себе у невеличких театральних виставах та телерекламі допоки не був затверджений на свій перший фільм — роль сина персонажа Джеймі Лі Кертіс у фільмі «Гелловін: 20 років потому». Потім Джош Гартнетт був запрошений на проби режисером-дебютантом Софією Коппола на роль безжалісного шкільного спокусника Тріпа Фонтейна в картині «Незайманки-самогубці» (1999). Багатьом запам'ятався і Яго-Г'юго, зіграний Джошем у стрічці «О» (2001), сучасній екранізації Отелло.
В цей час Гартнетт потрапив у список «21 Найсексуальніша зірка віком до 21» від журналу «Teen People» 1999-го року та список з «25-ти Найсексуальніших зірок віком до 25» 2002-го року. Того ж року він був одним з «50-ти Найкрасивіших людей» за версією журналу People.
Проривом для актора став блокбастер Майкла Бея Перл-Гарбор (2001), який, хоча й заслужив не найкращі критичні відгуки, зібрав у прокаті США майже 200 млн доларів. Ця робота принесла йому номінацію на премію MTV за найкращу чоловічу роль.
Однією з недавніх робіт Джоша Гартнетта є містична детективна драма «Чорна Орхідея», у якій він зіграв детектива, що розслідує вбивство однієї акторки.
Серед театральних робіт актора потрібно відзначити роль Чарлі Беббіта в адаптації Оскароносного сценарію Барі Морроу «Людина дощу» у Лондонському театрі Аполло.
Джош Гартнетт неодноразово з'являвся на перших сторінках таких відомих журналів, як Cosmogirl, Details, Entertainment Weekly, Girlfriend, Seventeen, Vanity Fair, GQ and Vman.

## Фільмографія
| Рік       |    | Українська назва                       | Оригінальна назва                 | Роль                                   |
| --------- | -- | -------------------------------------- | --------------------------------- | -------------------------------------- |
| 1997—1998 | с  | Крекер                                 | Cracker                           | Майкл Фіцджеральд (16 епізодів)        |
| 1998      | кф |                                        | Debutante                         | Білл                                   |
| 1998      | ф  | Хелловін: 20 років потому              | Halloween H20: 20 Years Later     | Джон Тейт                              |
| 1998      | ф  | Факультет                              | The Faculty                       | Зік Тайлер                             |
| 1999      | ф  | Незайманки-самогубці                   | The Virgin Suicides               | Тріп Фонтейн                           |
| 2000      | ф  | Тут на Землі                           | Here on Earth                     | Джаспер                                |
| 2001      | ф  | Падіння «Чорного яструба»              | Black Hawk Down                   | Еверсман Метт                          |
| 2001      | ф  | Англійський цирульник                  | Blow Dry                          | Брайан Аллен                           |
| 2001      | ф  | О                                      | O                                 | Хьюго Ґулдінґ                          |
| 2001      | ф  | Місто і село                           | Town & Country                    | Том Стоддард                           |
| 2001      | ф  | Перл Гарбор                            | Pearl Harbor                      | капітан Денні Вокер                    |
| 2002      | с  | SNL                                    | Saturday Night Live               | гість (Епізод: «Josh Hartnett / Pink») |
| 2002      | ф  | 40 днів і 40 ночей                     | 40 Days and 40 Nights             | Метт Салліван                          |
| 2003      | ф  | Голлівудські копи                      | Hollywood Homicide                | детектив Кей Сі Колден                 |
| 2004      | ф  | Одержимість                            | Wicker Park                       | Метью                                  |
| 2005      | ф  | Місто гріхів                           | Sin City                          | «Мужик»                                |
| 2005      | ф  | Моцарт і Кит                           | Mozart and the Whale              | Дональд Мортон                         |
| 2005      | ф  | Історії загублених душ                 | Stories of Lost Souls             | сусід (сегмент «The Same»)             |
| 2006      | ф  | Чорна Орхідея                          | The Black Dahlia                  | Двайт «Бакі» Блічерт                   |
| 2006      | ф  | Щасливе число Слевіна                  | Lucky Number Slevin               | Слевін                                 |
| 2007      | ф  | Відроджуючи чемпіона                   | Resurrecting the Champ            | Ерік Керман                            |
| 2007      | ф  | 30 днів ночі                           | 30 Days of Night                  | шериф Ебен Олесон                      |
| 2008      | ф  | Серпень                                | August                            | Том Стерлінг                           |
| 2009      | ф  | Я приходжу з дощем                     | I Come with the Rain              | Клайн                                  |
| 2010      | ф  | Бунраку                                | Bunraku                           | бродяга                                |
| 2011      | ф  | Дівчина входить в бар                  | Girl Walks into a Bar             | Сем Салазар                            |
| 2011      | ф  | Застряг між станціями                  | Stuck Between Stations            | Педді                                  |
| 2013      | ф  | Коханці                                | The Lovers                        | Джей Феннел, Джеймс Стюарт             |
| 2014      | ф  | Одна мільярдна частка                  | Parts per Billion                 | Лен                                    |
| 2014—2016 | с  | Бульварні жахіття                      | Penny Dreadful                    | Ітан Чендлер (3 сезони)                |
| 2015      | с  | Історія напідпитку                     | Drunk History                     | Кларк Ґейбл (Епізод: «Miami»)          |
| 2015      | ф  | Дикі коні                              | Wild Horses                       | КейСі Бріггс                           |
| 2017      | ф  | О, Люсі!                               | Oh Lucy!                          | Джон Вудрафф                           |
| 2017      | ф  | Гори і каміння                         | The Ottoman Lieutenant            | Джуд                                   |
| 2017      | ф  | На глибині 6-ти футів                  | 6 Below: Miracle on the Mountain  | Ерік ЛеМарк                            |
| 2019      | ф  | Шосе для гравців                       | She's Missing                     | Рен                                    |
| 2019      | ф  | Долина Богів                           | Valley of the Gods                | Джон                                   |
| 2020      | ф  | Спадщина гадюки                        | Inherit the Viper                 | Кіп Райлі                              |
| 2020      | ф  | Розшукується                           | Target Number One                 | Віктор Малярек                         |
| 2021      | ф  | Гнів людський                          | Wrath of Man                      | Дейв                                   |
| 2021      | ф  | Іда Ред                                | Ida Red                           | Вайатт Уокер                           |
| 2022      | с  | Індекс страху                          | The Fear Index                    | Александр Гоффман (мінісеріал)         |
| 2023      | ф  | Операція «Фортуна»: Мистецтво перемоги | Operation Fortune: Ruse de guerre | Денні Франческо                        |
| 2023      | с  | Чорне дзеркало                         | Black mirror                      | Девід Росс (Епізод: «Beyond the Sea»)  |
| 2023      | ф  | Оппенгеймер                            | Oppenheimer                       | Ернест Лоуренс                         |
| 2024—2025 | с  | Ведмідь                                | The Bear                          | Френк (2 епізоди)                      |
| 2024      | ф  | Западня                                | Trap                              | Купер Адамс                            |
| 2025      | ф  | Рейс навиліт                           | Fight or Flight                   | Лукас Реєс                             |
| 2026      | ф  | Веріті                                 | Verity                            | Джеремі Кроуфорд                       |

## Цікаві факти
- Народився у родині хіппі.
- Захоплюється живописом.
- Джош займається йогою, а також він є вегетаріанцем.
- З музики надає перевагу джазу та блюзу.
- Улюблений письменник актора — Федір Достоєвський.

## Нагороди та номінації
Премія каналу MTV
- Номінація: Чоловічий прорив року, «Гелловін: 20 років потому» (1998)
- Номінація: Найкраща чоловіча роль, «Перл Гарбор» (2002)

Кінопремія Сатурн
- Номінація: Найкраща роль у виконанні молодого актора/акторки, «Факультет» (1998)

Золота малина
- Номінація: Найгірший акторський дует, «Перл Гарбор» (2002, разом з Беном Аффлеком та Кейт Бекінсейл)

Міланський міжнародний кінофестиваль
- Премія: Найкращий актор, «Щасливе число Слевіна» (2006)